# Aurelijus Pukelis
Aurelijus Pukelis est un joueur lituanien de basket-ball à trois né le 17 mai 1994 à Šilalė. Il a remporté avec l'équipe de Lituanie la médaille de bronze du tournoi masculin aux Jeux olympiques d'été de 2024, organisés à Paris.